# Lijst van Belgische adelsverheffingen 1984
Personen die in 1984 in de Belgische adelstand werden opgenomen of een adellijke titel verwierven.

## Baron
- Roger Avermaete (1893-1988), schrijver, persoonlijke adel en persoonlijke titel van baron.
- Gustave Camus (1914-1984), kunstschilder, erfelijke adel en persoonlijke titel van baron
- René Didisheim (1907-1994), erfelijke adel en titel van baron, overdraagbaar bij eerstgeboorte.
- Jonkheer François-Xavier Lejeune de Schiervel (1908-2005), de titel baron, overdraagbaar bij eerstgeboorte.
- Chaïm Perelman, hoogleraar, postume erfelijke adel en persoonlijke titel baron.
- Marcel Poot, componist, erfelijke adel en persoonlijke titel baron.
- Robert Rothschild, ambassadeur, erfelijke adel en persoonlijke titel baron.
- Jonkheer Gilbert Thibaut de Maisières (1914-2001), generaal-majoor, de persoonlijke titel baron. In 1986 uitbreiding tot erfelijke titel.
- Michel Woitrin (1919-2008), hoogleraar, erfelijke adel en de persoonlijke titel baron.

## Ridder
- Walter Vanden Avenne (1927- ), industrieel, erfelijke adel en persoonlijke titel van ridder
- Albert Beyltjens (1901-1992), bestuurder van Fabrimetal, persoonlijke adeldom en persoonlijke titel van ridder.
- Alfred Bourseaux (1928- ), erfelijke adel en persoonlijke titel van ridder.
- Georges Martin (1903-1996), erfelijke adel en persoonlijke titel ridder.
- Jean-Pierre Timmermans (1921-2000), erfelijke adel en de persoonlijke titel ridder.

## Jonkheer
- Yves de Laveleye (1924-2017), bestuurder-directeur Marie Thumas, erfelijke adel.
- Luc de Lovinfosse (1922-2007), erfelijke adel.
- Jean de Lovinfosse (1924-2010), erfelijke adel.
- Philippe de Lovinfosse (1930- ), erfelijke adel.